# Баньківський Володимир Олександрович
Баньківський Володимир Олександрович (19 липня 1860 — † після 1922) — генерал-хорунжий Армії УНР.

## Життєпис
Народився у Могилівській губернії. Закінчив Київську військову прогімназію, 3-тє Олександрівське військове та Михайлівське артилерійське училища (1881), вийшов підпоручником до Туркестанської кінно-гірської артилерійської батареї. Згодом закінчив Офіцерську артилерійську школу. З 11 січня 1901 р. — командир 10-ї кінно-артилерійської батареї. З 19 серпня 1901 р. — підполковник. З 17 березня 1912 р. — полковник, командир 11-го кінно-артилерійського дивізіону. З 26 вересня 1916 р. — генерал-майор. З 28 вересня 1916 р. — начальник 3-ї артилерійської бригади, з 3 травня 1917 р. — інспектор артилерії 17-го армійського корпусу. За Першу світову війну був нагороджений всіма орденами до Святого Володимира ІІІ ступеня з мечами та биндою, орденом Святого Георгія IV ступеня (19 травня 1915 р., за бій 11 серпня 1914 р.), шведським орденом Меча І ступеня.
З 13 березня 1918 р. — діловод українського Головного штабу Армії УНР. З 15 січня 1919 р. — генерал для доручень канцелярії Головного артилерійського управління Військового міністерства УНР. З 7 травня 1919 року — старший діловод юрисконсульського відділу Головного артилерійського управління Дієвої армії УНР. З 25 червня 1919 р. — отаман для доручень начальника управи постачання Головного артилерійського управління Військового міністерства УНР. У листопаді 1919 р. був інтернований польською владою. З 8 травня 1920 р. — начальник 5-ї гарматної бригади 5-ї Херсонської стрілецької дивізії Армії УНР. Станом на 1 жовтня 1922 р. — перебував у безстроковій відпустці. Подальша доля невідома.